# Woroszyły (obwód miński)
Woroszyły (biał. Варашылы, ros. Ворошилы) – wieś na Białorusi, w obwodzie mińskim, w rejonie mińskim, w sielsowiecie Pietryszki.